# Sollevamento pesi ai Giochi della XXIII Olimpiade - Pesi massimi primi
La competizione della categoria pesi massimi primi (fino a 100 kg) di sollevamento pesi ai Giochi della XXIII Olimpiade si è svolta il giorno 6 agosto 1984 al Gersten Pavilion di Los Angeles.

## Regolamento
La classifica era ottenuta con la somma delle migliori alzate delle seguenti 2 prove:
- Strappo
- Slancio

Su ogni prova ogni concorrente aveva diritto a tre alzate. In caso di parità vinceva il sollevatore che pesava meno.

## Risultati
| Pos.    | Atleta           | Nazione        | Peso Atleta | Strappo | Strappo | Strappo | Strappo | Slancio | Slancio | Slancio | Slancio | Totale |
| Pos.    | Atleta           | Nazione        | Peso Atleta | 1       | 2       | 3       | Tot     | 1       | 2       | 3       | Tot     | Tot    |
| ------- | ---------------- | -------------- | ----------- | ------- | ------- | ------- | ------- | ------- | ------- | ------- | ------- | ------ |
| Oro     | Rolf Milser      | Germania Ovest | 97,70       | 162,5   | 167,5   | 167,5   | 167,5   | 210,0   | 215,0   | 217,0   | 217,0   | 385,0  |
| Argento | Vasile Groapă    | Romania        | 97,45       | 165,0   | 165,0   | 170,0   | 165,0   | 210,0   | 210,0   | 217,5   | 217,5   | 382,5  |
| Bronzo  | Pekka Niemi      | Finlandia      | 99,50       | 152,5   | 160,0   | 162,5   | 160,0   | 200,0   | 207,5   | 210,0   | 207,5   | 367,5  |
| 4       | Kevin Roy        | Canada         | 98,45       | 160,0   | 167,5   | 167,5   | 160,0   | 197,5   | 207,5   | 207,5   | 197,5   | 357,5  |
| 5       | Ken Clark        | Stati Uniti    | 99,20       | 155,0   | 160,0   | 162,5   | 155,0   | 197,5   | 205,0   | 205,0   | 197,5   | 352,5  |
| 6       | Franz Langthaler | Austria        | 95,90       | 157,5   | 157,5   | 162,5   | 162,5   | 182,5   | 182,5   | 187,5   | 182,5   | 350,0  |
| 7       | Rich Shanko      | Stati Uniti    | 97,15       | 150,0   | 155,0   | 160,0   | 155,0   | 195,0   | 202,5   | 205,0   | 195,0   | 350,0  |
| 8       | Jean-Marie Kretz | Francia        | 98,25       | 150,0   | 150,0   | 155,0   | 150,0   | 185,0   | 192,5   | 192,5   | 192,5   | 342,5  |
| 9       | Kevin Blake      | Nuova Zelanda  | 96,65       | 140,0   | 147,5   | 150,0   | 150,0   | 172,5   | 177,5   | 185,0   | 177,5   | 317,5  |
| 10      | Pius Ochieng     | Kenya          | 91,65       | 125,0   | 125,0   | 130,0   | 130,0   | 162,5   | 170,0   | 175,0   | 175,0   | 300,0  |
| 11      | Sione Sialaoa    | Samoa          | 98,85       | 120,0   | 125,0   | 130,0   | 125,0   | 155,0   | 160,0   | 160,0   | 155,0   | 280,0  |
| -       | Olavi Blomfjord  | Svezia         | 99,35       | 145,0   | 145,0   | 150,0   | 145,0   | 180,0   | 180,0   | 180,0   | NVL     | DNF    |
| -       | Peter Pinsent    | Gran Bretagna  | 99,20       | 157,5   | 162,5   | 162,5   | 157,5   | 200,0   | 200,0   | 200,0   | NVL     | DNF    |
| -       | Tom Söderholm    | Svezia         | 97,85       | 160,0   | 160,0   | 167,5   | 160,0   | 205,5   | -       | -       | NVL     | DNF    |
| -       | Oliver Orok      | Nigeria        | 98,20       | 172,5   | 172,5   | 172,5   | 172,5   | 200,0   | 200,0   | 200,0   | NVL     | DNF    |
| -       | Luis Salinas     | Nicaragua      | 99,65       | 130,0   | -       | -       | NVL     | -       | -       | -       | DNS     | DNF    |